# Оксенкнехт, Шайенн
Шайенн Саванна Оксенкнехт (родилась 13 января 2000 года) — немецкая модель и бывшая детская актриса. 

## Ранняя жизнь и семья
Шайенн Оксенкнехт родилась в Мюнхене, Германия, в семье актера Уве Оксенкнехта и модели Наташи Оксенкнехт. У нее есть два старших брата, актеры Уилсон Гонсалес и Джими Блю, а также сводный брат, актер Рокко Старк. Выросшая в семье, известной в индустрии развлечений, она с раннего возраста была вовлечена в мир кино и моды. 

## Карьера
В возрасте пяти лет дебютировала в фильме «Дикая футбольная банда 2» (2005), где снималась вместе с братьями. В 16 лет начала карьеру модели, дебютировав на Берлинской неделе моды для бренда Riani. В 2016 году появилась на обложке немецкого издания журнала Grazia. В 2017 году участвовала в Парижской неделе моды.
В 2018 году сыграла роль "девушки из Instagram" в сериале Just Push Abuba. В 2019 году участвовала в шоу VOX Promi Shopping Queen и в документальном проекте 7 Töchter, где рассказала о взрослении под пристальным вниманием публики. В 2022 году приняла участие в 15-м сезоне шоу Let's Dance (немецкий аналог Dancing with the Stars), где танцевала с Евгением Винокуровым, однако пара выбыла во втором выпуске.

## Личная жизнь
С 2019 года состоит в отношениях с австрийским фермером Нино Сифковицем. Пара поженилась в 2022 году, у них двое детей: дочь (2021) и сын (2023). Живут на ферме в Штирии, Австрия, где занимаются разведением крупного рогатого скота.